# Josiah Conder

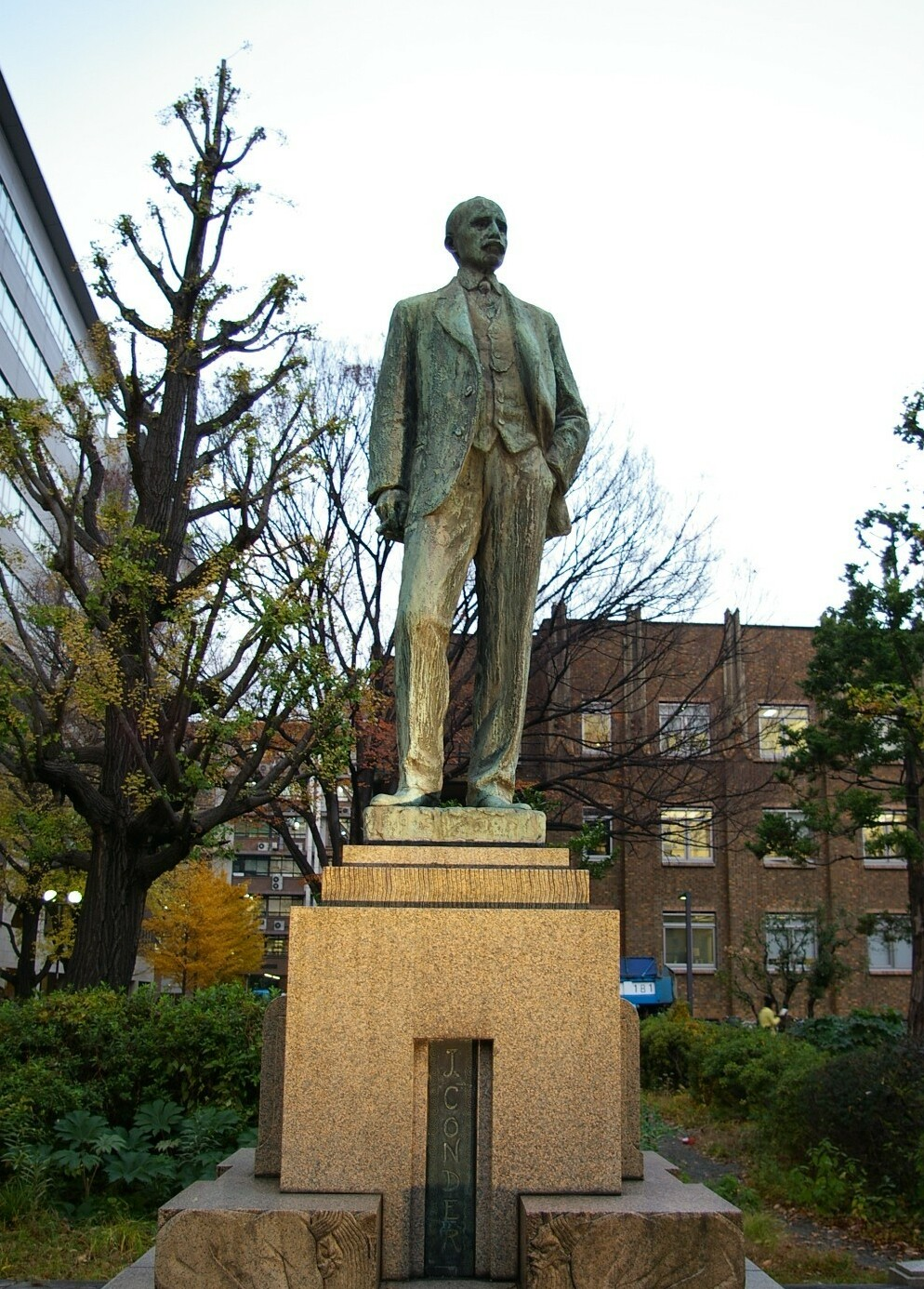
Conder auf dem Gelände der Universität Tokio

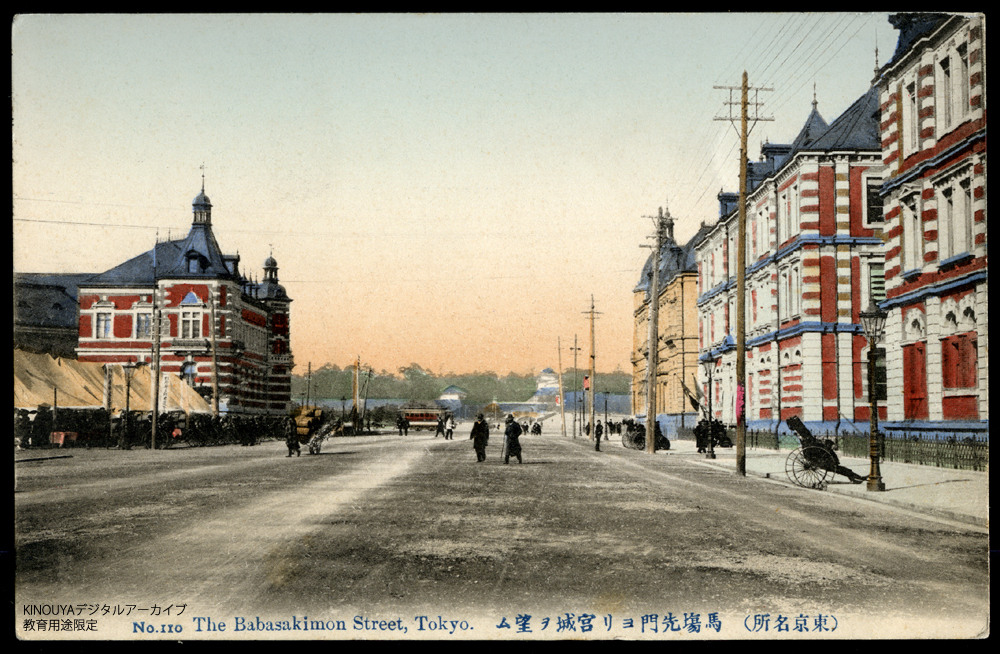
Straße mit den Mitsubishi-Gebäuden

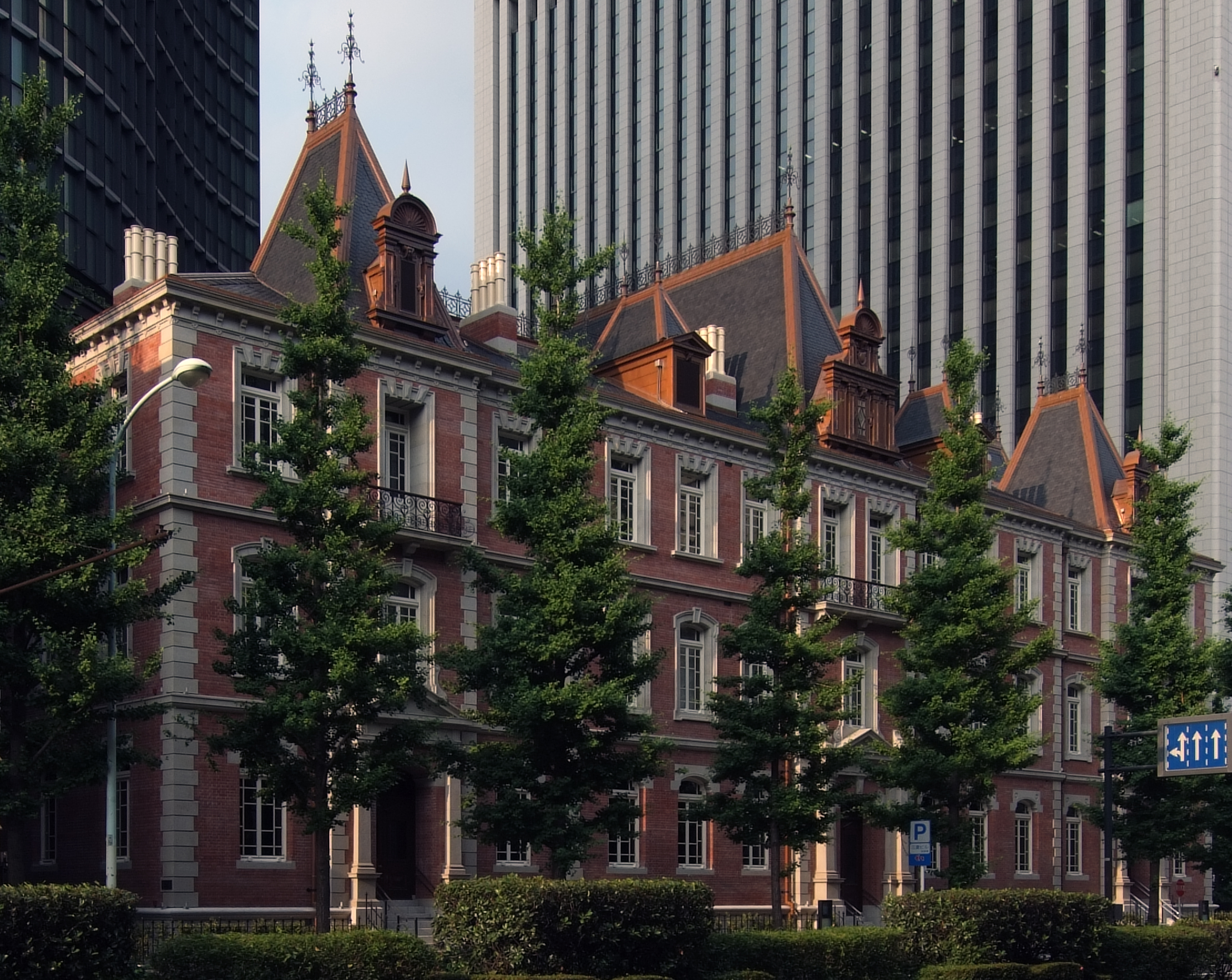
Replik

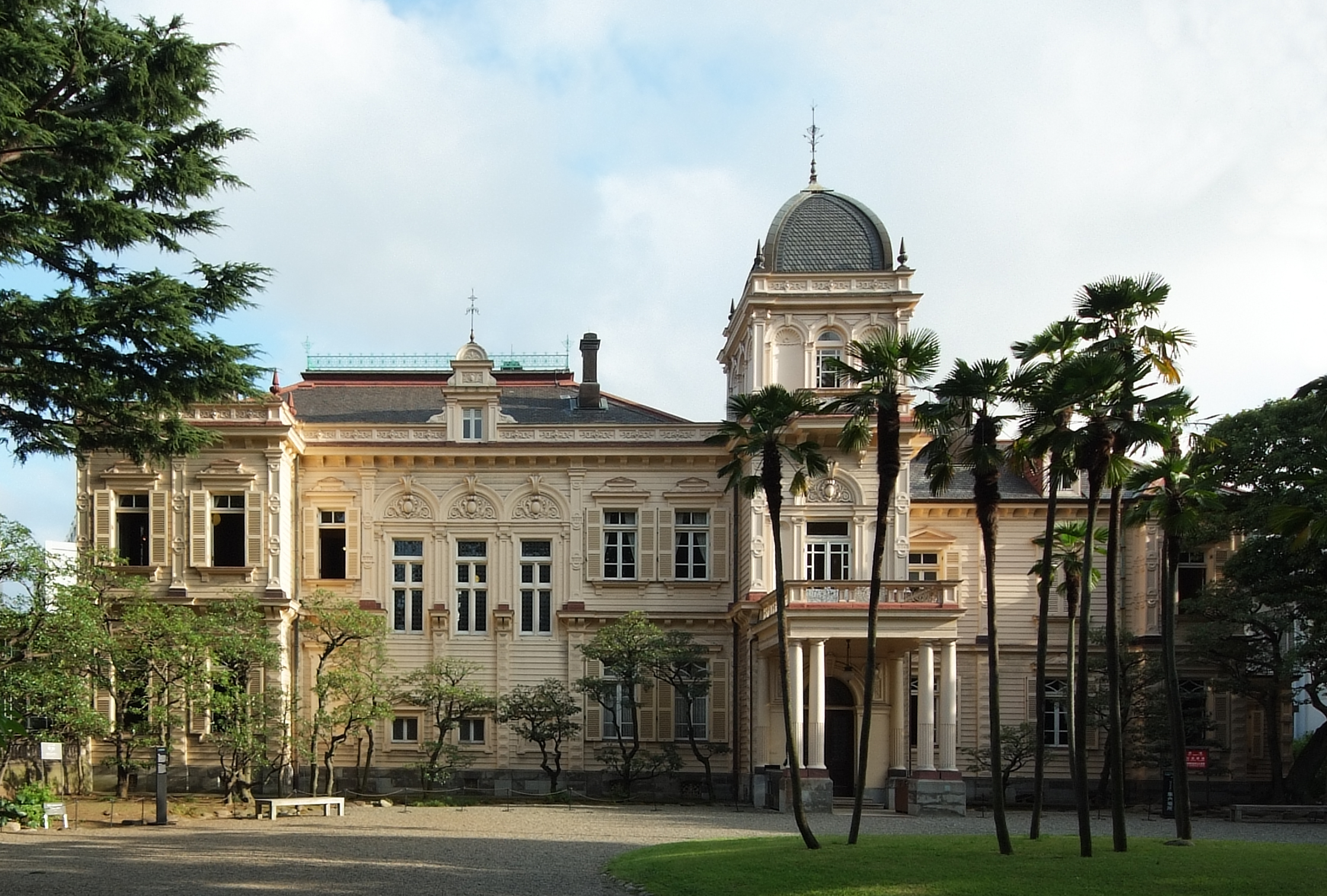
Ehemalige Residenz der Iwasaki-Familie

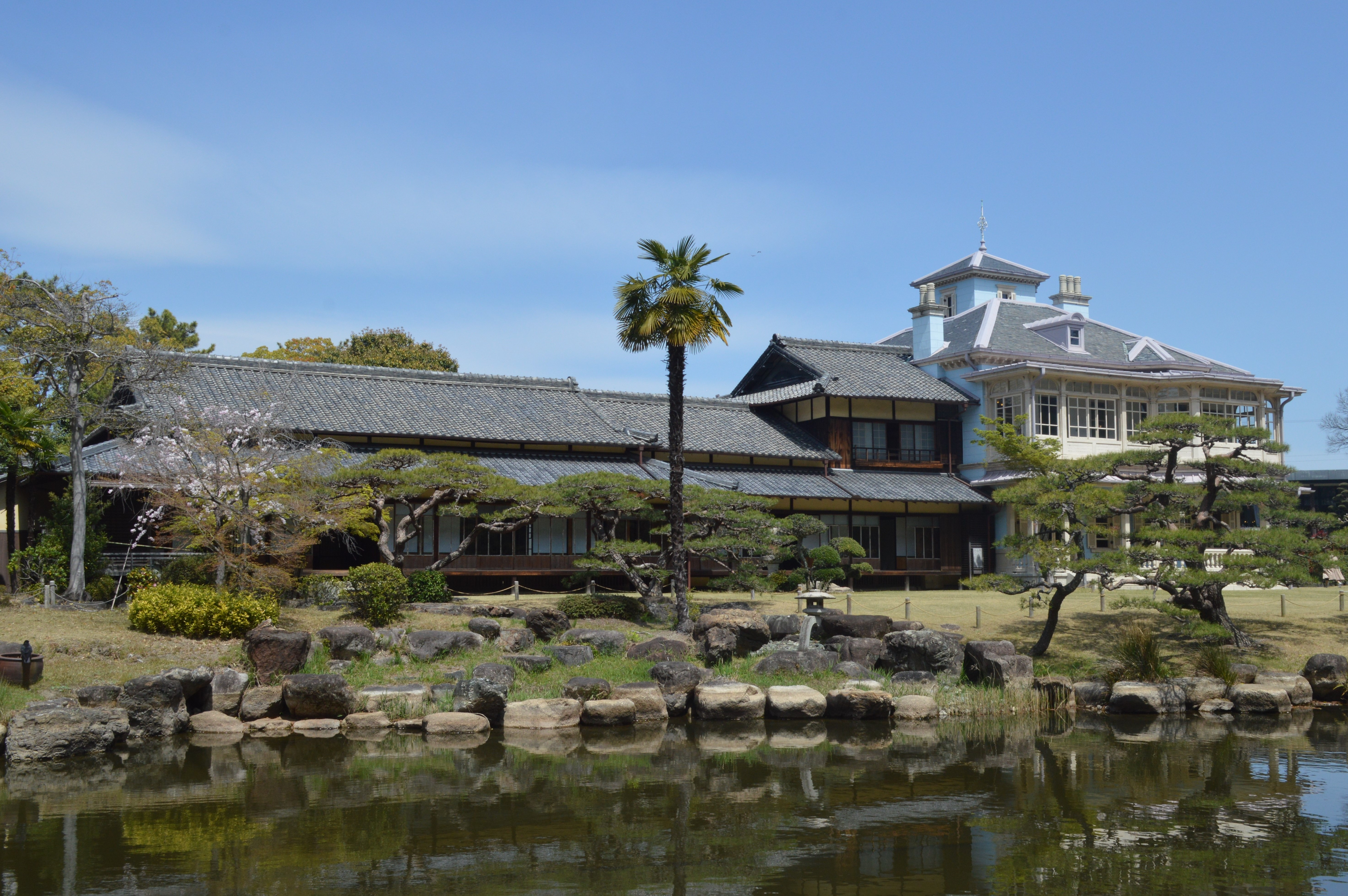
Rokkaen

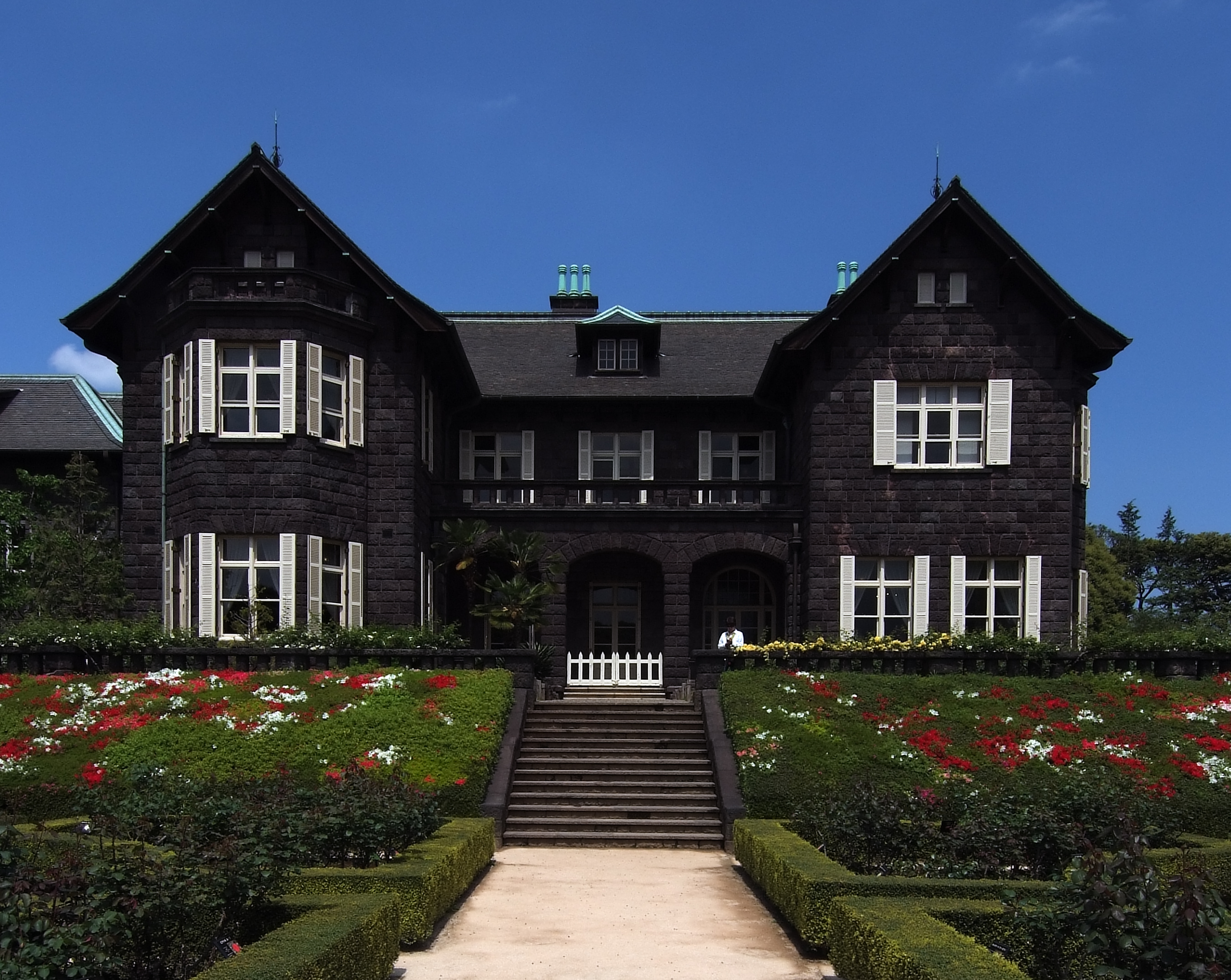
Furukawa-Residenz

Josiah Conder (* 28. September 1852 in London; † 21. Juni 1920) war ein britischer Architekt, der 1877 einer Einladung nach Japan folgte, Architektur im westlichen Stil lehrte und als Architekt über fünfzig Bauwerke im westlichen Stil schuf.

## Biografie
Conder wurde in London geboren und erhielt seine Ausbildung am Royal College of Art und an der Universität London. Von 1873 bis 1875 arbeitete er in einem Architekturbüro, beteiligte sich 1876 an einem Wettbewerb des Royal Institute of British Architects und gewann den 1. Preis. Im selben Jahr erhielt er von japanischer Seite einen Vertrag als o-yatoi gaikokujin und kam so 1877 nach Japan, wo er im Alter von 25 Jahren seine Lehrtätigkeit am Kōbu Daigakkō aufnahm, einer Ausbildungsstätte, die dem Kōbu-shō (Industrieministerium) unterstand. Zu seinen Schülern gehören Tatsuno Kingo (z. B. Hauptbahnhof Tokio), Katayama Tōkuma (z. B. Akasaka-Palast), Sone Tatsuzō (z. B. Alte Bibliothek der Keiō-Universität), Satachi Shichijirō und Shimoda Kikutarō.
Conder war neben seiner Tätigkeit als Architekt an der japanischen Kunst und dem Kunstgewerbe interessiert. Er studierte bei Kawanabe Kyōsai (1831–1889) japanische Malerei, schrieb Bücher über Ikebana und japanische Gärten. Seit 1893 mit Maenami Kume verheiratet und blieb auch im Ruhestand in Japan. Er starb dort 1920, kurz nachdem seine Frau gestorben war. Conder ist auf dem Friedhof des Gokoku-ji begraben.

## Wirken in Japan
Zwischen 1878 und 1917 entwarf Conder mehr als 50 Gebäude, zum Teil öffentliche, zum Teil Residenzen für prominente Japaner. Vieles ist davon dem Kantō-Erdbeben 1923, dem Zweiten Weltkrieg oder einfach Neubauten zum Opfer gefallen. Sein Stil reflektiert mit Neorenaissance und Neobarock das europäische Stilgemisch der Zeit, zu dem auch maurische Elemente gehörten. Ein bekanntes Beispiel war der 1883 fertiggestellte Rokumeikan, der 1940 abgerissen wurde. Conder legte Wert auf eine angemessene Innenausstattung, wie im Hauptgebäude der Seisen-Universität zu sehen ist.
Besonders eng verbunden war Conder mit der Iwasaki-Familie, die den Mitsubishi-Konzern gründete und führte. Unter anderem stammen von ihm die 1894–1896 errichteten Backsteingebäude des Konzerns im Marunouchi-Viertel. Sie sind schon lange durch Neubauten ersetzt, aber 2009 wurde eine Replik des Hauses No. 1 wieder errichtet.

## Erhaltene Bauten (Auswahl)
- 1882 Kaiserliches Museum auf dem Ueno-Hügel. Es erlitt große Schäden beim Kantō-Erdbeben 1923, ein Teil wurde an die Küste von Yugawara umgesetzt und steht dort als „Milchstraßenhaus“ (銀河館, Ginga-kan),
- 1891 Nikolai-Kirche (ニコライ堂, Nikorai-dō; Überarbeitung eines Entwurfes von Michail A. Schtschurupow (russisch Михаил Арефьевич Щурупов). Wertvolles Kulturgut,
- 1896 Residenz Iwasaki Hisaya in Kayamachi. Seit 2001 als „Ehemalige Iwasaki-Residenz und Garten“ (旧岩崎邸庭園洋館, Kyū-Iwasaki-tei Teien Yōkan) zugänglich. Wertvolles Kulturgut,
- 1908 Residenz Iwasaki Yanosuke in Takanawa. Heute Mitsubishi Kaitō-Pavillon (三菱開東閣, Mitsubishi Kaitōkaku),
- 1910 Iwasaki-Mausoleum (岩崎弥之助家廟),
- 1912 Residenz Iwanaga Shōichi, teilweise im Meguro Gajoen erhalten (目黒雅叙園旬遊紀),
- 1913 Mitsui Club (綱町三井倶楽部),
- 1913 Residenz Moroto Seiroku im Rokkaen (六華苑)) in Kuwana. Wertvolles Kulturgut,
- 1915 Residenz Shimazu in Aburagasaki, heute Hauptgebäude der Seisen-Frauenuniversität (清泉女子大学本館, Seisen Joshi Daigaku honkan),
- 1917 Residenz Furukawa Toranosuke. Heute Ōtani-Museum im Furukawa-Garten (旧古河庭園大谷美術館, Kyū-Furukawa-tei Teien Ōtani Bijutsukan).

## Publikationen
- Flowers of Japan and the Art of Floral Arrangement. 1891.
- Landscape Gardening in Japan. 1893. (Nachdruck  Dover Publications, 1964)